# Bowdoinspitssnuitdolfijn
De Bowdoinspitssnuitdolfijn of Andrewsspitssnuitdolfijn (Mesoplodon bowdoini) is een walvisachtige uit de familie van de spitssnuitdolfijnen (Ziphiidae). Deze soort is enkel bekend van strandingen en is nog nooit levend waargenomen.
De Bowdoinspitssnuitdolfijn is een robuuste, torpedovormige spitssnuitdolfijn met kleine borstvinnen, een kleine, sikkelvormige, ver naar achteren geplaatste rugvin en een brede, ongekerfde staart. De meloen is vrij vlak. De bek is kort en breed. Hij is te herkennen aan een welving in het midden van de onderkaak, op ongeveer twintig centimeter van het uiteinde van de bek. De twee tanden van de spitssnuitdolfijn bevinden zich hier. Bij de volwassen mannetjes steken de driehoekige, zijdelings afgeplatte tanden naar buiten, zelfs als de bek gesloten is. Bij de vrouwtjes en jonge dieren liggen de tanden verborgen in het tandvlees. Hij is donker van kleur, mannetjes zijn donkerblauw tot zwart. Het uiteinde van de bek en de onderkaak zijn wit. Hij is ongeveer 4 tot 4,6 m lang en 1000 tot 2600 kg zwaar.
De Bowdoinspitssnuitdolfijn komt voor in gematigd koele wateren van het zuidelijke Indo-Pacifische gebied. Strandingen hebben plaatsgevonden langs de kust van Australië, in de deelstaten West-Australië, Victoria, New South Wales en Tasmanië, en in Nieuw-Zeeland, zowel op het Noorder- als het Zuidereiland en op Stewart- en Campbell-eiland.